# Metod Doležil
Metod Doležil, křtěný Metod Josef (15. října 1885 Kunčice pod Ondřejníkem – 10. října 1971 Praha) byl český sbormistr, hudební pedagog a hudební skladatel..

## Život
Byl synem učitele a hudebníka Josefa Doležila (1848-1928) a jeho ženy Terezie Zapletalové z Tovačova. Vystudoval gymnázium v Olomouci (1900), zároveň zpíval v chlapeckém sboru katedrály svatého Václava. V roce 1904 absolvoval Pedagogický seminář v Kroměříži, kde studoval na učitele hudby u Ferdinanda Vacha (zpěv a varhany) a Stanislava Šuly (housle). V letech 1904 až 1906 učil na škole v obci Skrbeň, poté byl rok ve vojenské službě, v letech 1907 až 1909 byl učitelem v Olomouci. V letech 1909 až 1911 studoval na Pražské konzervatoři u Františka Spilky (dirigování), skladbu se učil u Karla Steckera a Vitězslava Nováka. V letech 1911 až 1914 vyučoval hudbu na různých vzdělávacích institucích v Praze. Ve stejné době, a to v letech 1912 až 1914, vedl Pěvecké sdružení pražských učitelek. V letech 1914 až 1918 byl účastníkem první světové války, byl zraněn. Poté se vrátil k vedení sdružení pražských učitelek a v letech 1923 až 1958 stál v čele obdobného Pěveckého sdružení pražských učitelů. V letech 1920 až 1945 byl profesor sborového zpěvu a hudební teorie na pražské konzervatoři, od roku 1935 současně vyučoval hudební teorii na Filozofické fakultě Univerzity Karlovy. Od roku 1946 byl profesor Akademie múzických umění v Praze, první děkan hudební fakulty (do roku 1948), vedoucí katedry sólového zpěvu a operní režie (1949-1952), prorektor (1952 až 1958). Mezi studenty byli dirigenti Václav Jiráček a Josef Daniel, skladatel Karel Kupka a další čeští hudebníci.

## Dílo
Je autorem učebnice Intonace a elementární rytmus (1921, 16. vydání 1979). Během let studia na konzervatoři napsal řadu hudebních děl. Poté se věnoval kompozici jen příležitostně (v roce 1931 vydal „Oblaky“ pro dětský sbor a klavír na text Jaroslava Vrchlického).